# 單鏡 (萬曆進士)
單鏡（?—1618年），號虚白，直隸廣平府永年縣軍籍施庄人。

## 生平
万历三十一年（1603年）癸卯科順天府鄉試第五十九名舉人，四十四年（1616年）丙辰科進士，都察院觀政，四十六年四月授河南卢氏县知县，本年卒。

## 家族
曾祖單臣。祖單瑁。父單为邦，武舉。

## 引用
1. ↑  《萬曆四十四年丙辰科進士序齒録》
2. ↑  《萬曆四十四年丙辰科進士履歷》：單鏡，虚白，诗一房，辛巳正月初三日生。永年人，癸卯五十九，会二百三十一，三甲二百三十五名。都察院政，戊午四月授卢氏知县，本年卒。